# Мехмет Алі Біранд
Мехмет Алі Біранд, також Мехмед Алі Біранд (9 грудня 1941 — 17 січня 2013) — турецький політичний журналіст та оглядач
Брав інтерв'ю у багатьох світових лідерів, зокрема, Марґарет Тетчер, Ясира Арафата і Саддама Хусейна. Мехмед Алі Біранд виступав за світське суспільство та нормалізацію відносин з Вірменією.